# 貢寮庄
貢寮庄為臺灣日治時期1920年10月至1945年10月間存在之行政區，轄屬臺北州基隆郡。今新北市貢寮區。

## 行政區劃
貢寮庄在清治時期及日治時期初期屬三貂堡的庄，在1896年3月隸屬「臺北縣基隆支廳」，在1897年7月1日隸屬「頂雙溪辨務署」。1899年7月21日，頂雙溪辨務署被併入「基隆辨務署」。1901年11月11日，臺灣的行政區劃改為二十廳，貢寮地區隸屬「基隆廳頂雙溪支廳」。1903年11月1日，基隆廳實施街庄整併，貢寮地區被整併為以下12個庄，並被劃分為第10、11、12區。
- 三貂堡：槓仔藔庄、大石壁坑庄、長潭庄、枋脚庄、下雙溪庄、遠望坑庄、田藔洋庄、澳底庄、丹裡庄、撈洞庄、社里庄、鷄母嶺庄[3]

1905年7月1日，貢寮地區改劃分為槓仔藔區、澳底區。1909年10月25日，基隆廳被併入臺北廳，貢寮地區隸屬「臺北廳頂雙溪支廳」。1920年10月1日，原堡里之行政區廢除，街庄改為大字，「槓仔藔」改稱「貢寮」；前述12庄合併為臺北州基隆郡「貢寮庄」，轄域內分為貢寮、大石壁坑、長潭、枋脚、下雙溪、遠望坑、田寮洋、澳底、丹裡、撈洞、社里、鷄母嶺等12個大字。
- 貢寮大字下有「貢寮」、「內寮」小字名
- 下雙溪大字下有「下雙溪」、「坑子內」小字名
- 遠望坑大字下有「遠望坑」、「草嶺頂」小字名
- 田寮洋大字下有「卯澳」、「荖蘭」、「萊萊」、「虎子山」、「嶐嶐」、「荖寮」、「入桂」、「挖子」、「龜媽坑」、「中心崙」、「新社田寮」小字名
- 社里大字下有「舊社」、「水返港」小字名
- 澳底大字下有「澳底」、「火炎山」、「石壁坑」小字名
- 丹裡大字下有「鹽寮」、「內寮」、「文秀坑」、「尖山脚」小字名
- 鷄母嶺大字下有「鷄母嶺」、「土地公嶺」、「巫里岸」小字名
- 撈洞大字下有「撈洞」、「蚊子坑」、「南勢坑」、「北勢坑」小字名[5]

二戰後，貢寮庄在1946年1月16日改為臺北縣基隆區貢寮鄉。1950年8月，縣轄區廢止，貢寮鄉直接隸屬臺北縣。
| 原街庄                                 | 1903年 | 1905年   | 1905年     | 1920年-1945年 | 1920年-1945年 | 1946年 |
| 原街庄                                 | 區     | 區       | 街庄       | 街庄          | 大字          | 鄉鎮   |
| -------------------------------------- | ------ | -------- | ---------- | ------------- | ------------- | ------ |
| 槓仔藔庄、內打林庄、楣竹藔庄、內藔仔庄 | 第10區 | 槓仔藔區 | 槓仔藔庄   | 貢寮庄        | 貢寮          | 貢寮鄉 |
| 外打林庄                               | 第10區 | 槓仔藔區 | 大石壁坑庄 | 貢寮庄        | 大石壁坑      | 貢寮鄉 |
| 長潭庄                                 | 第10區 | 槓仔藔區 | 長潭庄     | 貢寮庄        | 長潭          | 貢寮鄉 |
| 長潭庄                                 | 第10區 | 槓仔藔區 | 枋脚庄     | 貢寮庄        | 枋脚          | 貢寮鄉 |
| 下雙溪庄                               | 第11區 | 槓仔藔區 | 下雙溪庄   | 貢寮庄        | 下雙溪        | 貢寮鄉 |
| 遠望坑庄                               | 第11區 | 槓仔藔區 | 遠望坑庄   | 貢寮庄        | 遠望坑        | 貢寮鄉 |
| 萊萊庄、福隆庄、福連庄、新社庄         | 第11區 | 槓仔藔區 | 田藔洋庄   | 貢寮庄        | 田寮洋        | 貢寮鄉 |
| 澳底庄（部分）                         | 第12區 | 澳底區   | 澳底庄     | 貢寮庄        | 澳底          | 貢寮鄉 |
| 澳底庄（部分）、丹里庄、文秀坑庄       | 第12區 | 澳底區   | 丹裡庄     | 貢寮庄        | 丹裡          | 貢寮鄉 |
| 蚊仔坑庄、龍洞庄                       | 第12區 | 澳底區   | 撈洞庄     | 貢寮庄        | 撈洞          | 貢寮鄉 |
| 水漲港庄、舊社庄                       | 第12區 | 澳底區   | 社里庄     | 貢寮庄        | 社里          | 貢寮鄉 |
| 鷄母嶺庄                               | 第12區 | 澳底區   | 鷄母嶺庄   | 貢寮庄        | 鷄母嶺        | 貢寮鄉 |

## 庄長
- 呂來傳：1920年至1922年（原任槓仔藔區書記）
- 鎌田清熊：1923年至1929年（原任蘇澳郡役所警察課警部，後任雙溪庄長）
- 白澤傳吉：1930年至1938年（原任基隆郡役所庶務課屬）
- 北條角馬：1939年（曾任臺北州、高雄州知事官房稅務課屬）
- 中村知三：1940年（原任臺中州內務部勸業課森林主事，後任金山庄長）
- 川元實：1941年至1945年[6]

## 人口
| 大字別   | 內地人 | 台灣人 | 中華民國人 | 小計(人) |
| -------- | ------ | ------ | ---------- | -------- |
| 貢寮     | 16     | 2,013  | 0          | 2,029    |
| 大石壁坑 | 0      | 269    | 0          | 269      |
| 長潭     | 0      | 373    | 0          | 373      |
| 枋脚     | 5      | 347    | 0          | 352      |
| 下雙溪   | 12     | 789    | 1          | 802      |
| 遠望坑   | 0      | 324    | 0          | 324      |
| 田寮洋   | 35     | 2,905  | 0          | 2,940    |
| 澳底     | 5      | 1,391  | 1          | 1,397    |
| 丹裡     | 0      | 1,614  | 0          | 1,614    |
| 撈洞     | 2      | 992    | 1          | 995      |
| 社里     | 0      | 874    | 0          | 874      |
| 鷄母嶺   | 0      | 1,034  | 1          | 1,035    |
| 小計     | 75     | 12,925 | 4          | 13,004   |

## 設施

### 行政
- 貢寮庄役場
- 基隆稅關澳底監視署
- 貢寮警察官吏派出所
- 枋腳警察官吏派出所
- 新社警察官吏派出所
- 卯澳警察官吏派出所
- 澳底警察官吏派出所
- 蚊子坑警察官吏派出所

### 交通
- 貢寮車站
- 澳底車站（福隆車站）

### 學校
- 貢寮公學校→貢寮國民學校（今貢寮國小）
- 澳底公學校→澳底國民學校（今澳底國小）
- 貢寮國民學校卯澳分教場（今福連國小）

### 名勝舊跡
- 澳底海水浴場
- 北白川宮殿下征討記念碑（今鹽寮抗日紀念碑）
- 虎字碑
- 雄鎮蠻煙碑
- 嶐嶐嶺汎（清代的蘭陽八景之一）[8]